# تشريح الإنسان

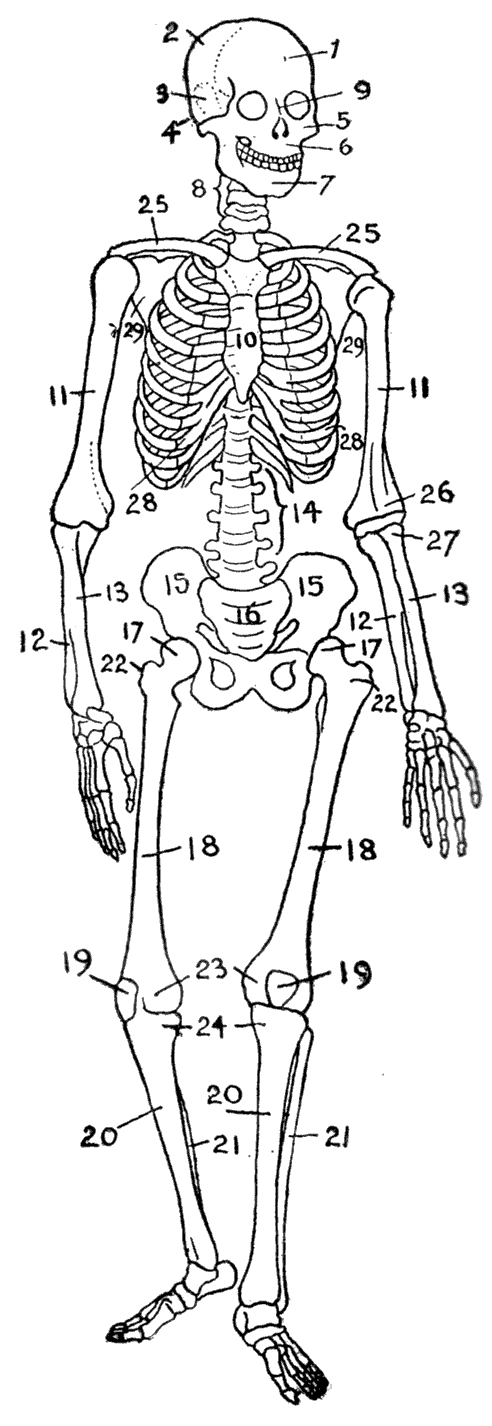
التركيب الهيكلي الإنساني

علم تشريح الإنسان، أو الأنثروبوتومي (باللاتينية: Anthropotomia) هو فرع من فروع علم التشريح يختص بدراسة بنية وتركيب أجهزة الجسم البشري وارتباطها بالمشاكل الصحية، بخلاف علم الأنسجة وعلم الخلايا.
ويتكون جسم الإنسان، مثل سائر الحيوانات، من مجموعة من الأجهزة تتكون من عدد من الأعضاء التي تنقسم بدورها إلى عدد من الأنسجة المتكونة من مجموعة من الخلايا.

## مقدمة تاريخية

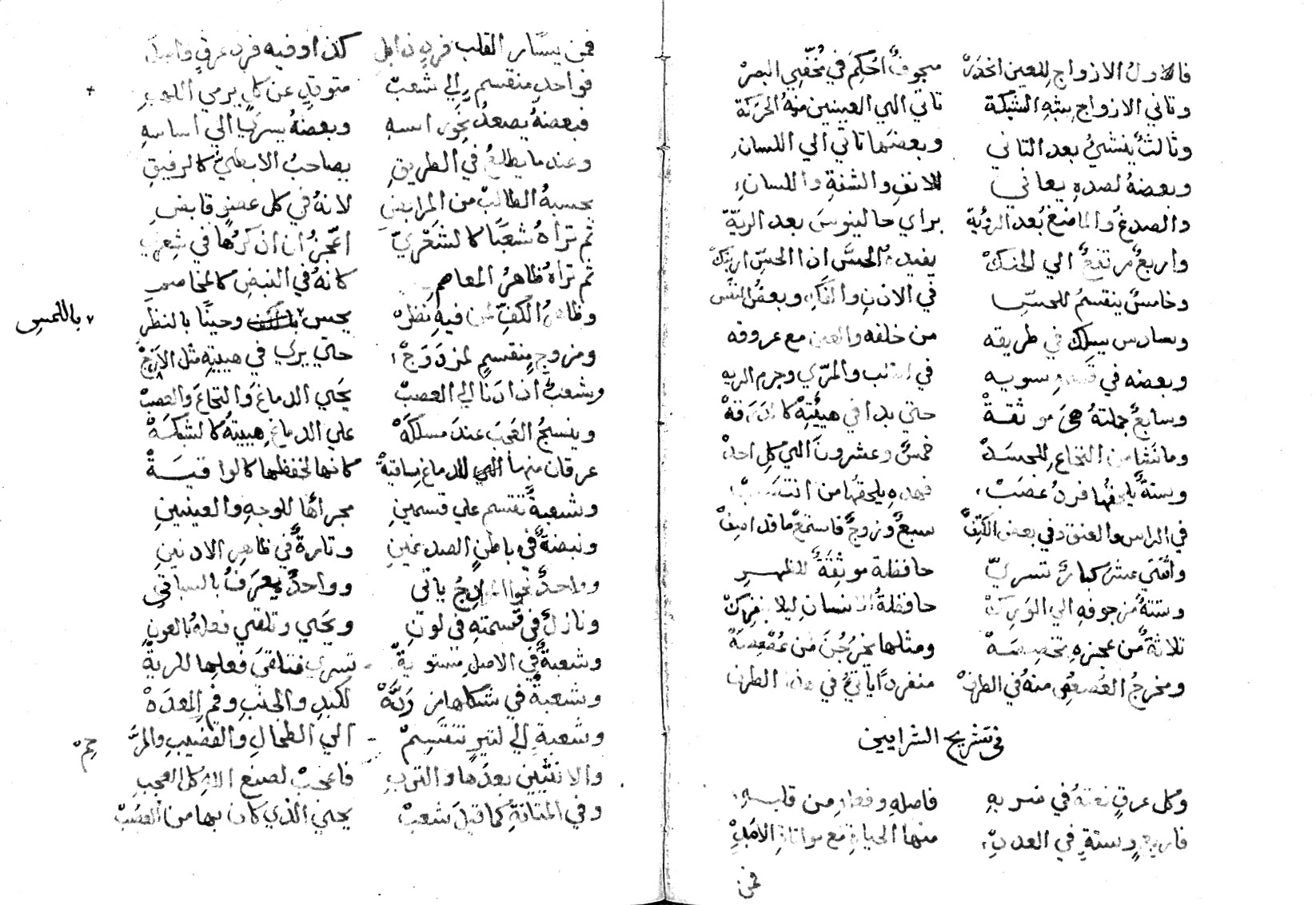
مخطوط عربي يحتوي أرجوزة في «تشريح الشرايين»

أُجريت أول عملية تشريح مسجلة للجسم البشري في العالم الغربي في الإسكندرية القديمة وقام بها هيروفيلوس (Herophilus) وإراسيستراتوس (Erasistratus). على الرغم من أننا لم نحصل على أي كتابات لهما، فقد سجلت الكتابات الطبية الأخرى ما تم اكتشافه.
إن الكاتب سيلسوس (Celsus) هو الذي كتب On Medicine I Proem 23، "وقدم هيروفيلوس وإراسيستراتوس حتى الآن أفضل طريقة: حيث قاموا بتقطيع الرجال المدانين في جرائم الانحلال، بعد أن جلبوهم من سجون الملك وبدأوا في تدوين ملاحظتهم، بينما لا تزال أعضاؤهم فيها الحياة والأجزاء الداخلية ووضعيتهم ولونهم وشكلهم وحجمهم وترتيبهم وصلابتهم وليونتهم ونعومتهم ونقاط الاتصال وأخيرًا العمليات والتجاويف التي يكون فيها أي جزء مقحمًا في جزء آخر أو يكون فيها أي جزءً متصلاً بجزء آخر من نفسه"
كان جالينوس (Galen) أحد الكتاب الآخرين الذين كانوا على دراية بدراسات هيروفيلوس وإراسيستراتوس.

## الوضع التشريحي

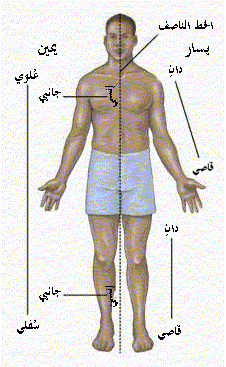
الوضع التشريحي

يعتمد الوضع البشري التشريحي على الافتراض المعتمد على أن الإنسان يقف بشكل مستقيم وثابت، وراحة اليد والوجه متجهة نحو الأمام بشكل مستقيم وعلى اعتبار أن الأطراف العلوية ملتصقة بشكل ثابت بالأطراف، كما هوَ مُوضح بالصورة.

## المستويات التشريحية

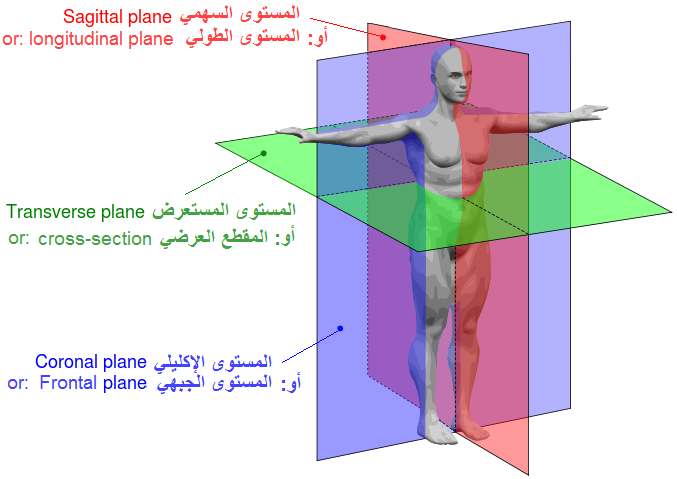
المستويات التشريحية

1. مستوى سهمي
2. مستوى إكليلي
3. مستوى مستعرض

## أعضاء خارجية
الأسماء المشتركة للأجزاء المشهورة للجسم الإنساني، من الأعلى إلى الأسفل:
جلد
رأس - جبين - أذن - عين- أنف - فم - لسان- أسنان - فك - وجه - خد أو وجنة - ذقن
رقبة - حنجرة - تفاحة آدم -كتف
ذراع - مرفق - معصم - يد - إصبع
العمود الفقري - صدر - ثدي - قفص صدري
بطن - السرّة - أعضاء جنسية (قضيب/كيس الصفن أو بظر/مهبل) - مستقيم - فتحة الشرج
حرقفة - ردف - ساق - فخذ - ركبة - بطن الساق - كعب - قدم - اصبع القدم

## أعضاء داخلية

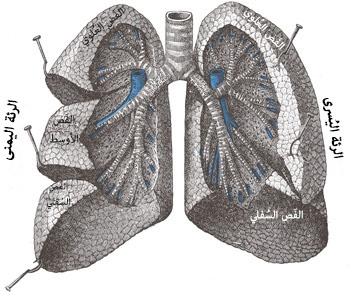
الرئتين

الأسماء المشتركة للأعضاء الداخلية (في ترتيب هجائي):
غدة جار كلوية - زائدة دودية - مثانة - مخ - اثنى عشر - عين - حويصلة صفراوية - قلب - أمعاء - كـِـلـْية - كبد - رئة - مريء مبيض - بنكرياس - جارات الدرق - غدة نخامية - موثة (بروستات) - طحال - معدة - خصية - تيموس - غدة درقية - أوردة - رحم

## تشريحالدماغ
لوزة المخيخ - جذع الدماغ - مخ - قشرة مخية - تحت المهاد - جهاز طرفي - النخاع المستطيل - الدماغ الأوسط - غدة نخامية- جسر المخ
انظر أيضا: دماغ بشري

## دراسة التشريح الإنساني
بعض المهن، خصوصا الطب والعلاج الطبيعي، يتطلّب دراسة علم التشريح الإنساني بتعمّق. الكتب الدراسية عادة قسّمت الجسم إلى المجموعات الإقليمية التالية:
- رأس وعنق — تشمل كل ما فوق مدخل الصدر
- طرف علوي — يشمل يد، ساعد، ذراع، كتف، إبط، صدر ولوح الكتف.
- الصدر — يشمل المنطقة الصدرية من مدخل الصدر بأعلى إلى الحجاب الحاجز بأسفل.
- البطن — كل شيء من الحجاب الحاجز حافة الحوض مدخل الحوض.
- الحوض — العمود الفِقَري ومكوناته، القرص بين الفقاري والجسم بين الفقاري
- حوض والعجان — يشمل كل شيء من مدخل الحوض الحجاب الحوضي. العِجان هي المنطقة بين الأعضاء التناسليّة الخارجية وفتحة الشرج.
- الطرف السفلي — يشمل الطرف السفلي عادة كل شيء تحت الرباط الأربي، شاملة الفخذ، ومفصل الفخذ، الساق، والقدم.